# مسعودي عطية
الشيخ مسعودي عطية، إمام وفقيه مالكي من ولاية الجلفة ولد سنة 1900م وتوفي في 27 سبتمبر1989م

## نسبه ونشأته
هو عطية بن مصطفى مسعودي الإدريسي الحسني ، نسبة إلى إدريس الأكبر وإلى الحسن السبط ابن سيدنا علي وفاطمة الزهراء بنت النبي صلى الله عليه وسلم[بحاجة لمصدر]. وهو من قبيلة أولاد نائل ، ولّد بزاوية الجلالية الكائنة على مشارف مدينة الجلفة سنة 1900م، وحفّظ القرآن وعمره لا يتجاوز سبع سنوات على يد أخيه الأكبر العلامة سي الهادي، وأخذ عنه بعض المبادئ في العلوم الدينية، ثم انتقل إلى زاوية الشيخ عبد القادر الطاهري بمدينة الادريسية، ودرس عنه علم التوحيد والفقه، ثم ارتحل طلبا للعلم في مختلف جهات القطر الجزائري حيث درس في زوايا قرى القبائل (زاويتي عين الحمام وسيد على أوموسى). ثم عاد إلى الجزائر العاصمة، حيث درس عند العلامة عبد الحليم بن سماية مفتي العاصمة في العشرينيات، وهو من تلاميذ الشيخ محمد عبده. 
مكث الشيخ عطية أكثر من سبع سنوات عند عائلة سيدي محي الدين أولاد الباي، حيث كان يذكر دائما تلك العائلة بكرم الضيافة وحسن الرعاية، ثم انتقل إلى زاوية الشيخ عبد القادر الحمامي ودرس بها، وبمدينة البليدة درس عند الشيخ بن جلول دفين ثنية الأحد، ثم عاد إلى الجلفة وعمّل بالتدريس وكان أول مدرّس في مدرسة جمعية علماء المسلمين الجزائريين ، وأثناء الزيارة التفقدية للشيخ ابن باديس الجلفة، سنة 1931 م، استمع باهتمام إلى بعض دروس الشيخ عطية وأعجب كثيرا بغزارة علمه وبداهته، وبعد مدة عيّن إماما خطيبا بالمسجد الكبير بالجلفة، وأسندت له قيادة جيش التحرير بالمنطقة مسؤولية الإفتاء والقضاء بين الناس أثناء الثورة التحريرية، واستمر في القضاء إلى غاية استقلال الجزائر في 05 جويلية 1962 وتشكيل الدولة والحكومة الجزائرية الرسمية، ومن الذين لازموه لمدة طويلة، الشيخ نعيم النعيمي ، حيث بقي عنده لمدة سبع سنوات، ومن بين تلاميذه هناك الإمام والمدرس والأستاذ الجامعي وحتى الإطارات التي تعمل في مختلف مؤسسات الدولة الجزائرية، ومنهم من اختير أن يكون إماما خطيبا في الدول الأروبية، وبعضهم هم حاليا شيوخ للزوايا.

## ومن بين من استشهد به من العلماء
- الشيخ محمد متولي الشعراوي، حيث قال عن علمّه :« ليتني كنت فيها جذعا»[بحاجة لمصدر]، فعندما كان أحد الأساتذة يلازم الشيخ الشعراوي أثناء تواجده بالجزائر العاصمة، في إطار البعثة الأزهرية حدثه عن الشيخ سي عطية مسعودي، وعدد له اتساع دائرة معارفه، حيث كان العالم الصوفي والأديب الشاعر ومفتي الديار وأخبره عن مواقفه.
- الشيخ محمد الغزالي ، و الذي استشهد به في عدة محاضرات بالجامعة الإسلامية الأمير عبد القادر بقسنطينة، وهذه الشهادة رواها أحد خريجي الجامعة وهو من الادريسية.[بحاجة لمصدر]
- الشيخ الفقيه ميان محمد شفيق قاضي خيلي، وهو من كبار الدعاة في ولاية بيشاور بدولة باكستان حيث زاره مع وفد كبير من علماء آسيا سنة 1966 ، و مكثوا لفترة عنده كانت كلها نقاشات علمية وفقهية، وعندما رجع الداعية قاضي خيلي إلى بلده وفي إحدى مراسلاته طلب من الشيخ سي عطية مسعودي أن يقبل دعوته للإقامة بينهم ببيشاور وأن يشرف معه على تجمع كبير للعلماء والفقهاء يدوم 04 أشهر متتالية.[بحاجة لمصدر]
- الشيخ محمد بلكبير ، لقد قال هذا العالم عندما بلغه خبر وفاة الشيخ سي عطية بعين دامعة:« لقد مات ملك الزمان في العلم والتقى و الورع وخاتمة الصوفية الشيخ سي عطية ».هذه الشهادة رواها أحد طلبة الشيخ بلكبير وهو إمام خطيب بالجلفة.
- الشيخ مبارك الميلي ، عندما كان يقيم الميلي بالأغواط كانت له مراسلات مع الشيخ وعمره لا يتجاوز واحد وثلاثين سنة حيث كان يلقبه بالأديب رغم صغر سنه، وهذا لما لاحظه عليه من بداهة وقوة زاده المعرفي وقد أيّده في فتاويه.
- الشيخ عاشور الخنقي، ، و هو الذي تعلم في تونس لمدة عشر سنوات وقام بالتدريس في المدينة المنورة، حيث استشهد بالشيخ سي عطية في كتاب المنار الذي ألفه وذكر فتاوى الشيخ.
- الشيخ عبد الرحمن الديسي ، حيث استشهد بفتاوى الشيخ سي عطية في كتابه الذي كتبه الكاتب عمر بن قينة.
- الشيخ الطاهر بالعبيدي الذي مكث عند الشيخ سي عطية لسنوات، وبينهما رسائل فقهية كلها شعر عمودي في غاية البلاغة. [بحاجة لمصدر]

## بعض مواقفه[1]
قصته مع الجنرال بلونيس، فلقد بعث له ذات يوم بلونيس وهو في أوج غطرسته واستبداده واستخفافه برجال الدين وحبه لسفك الدماء، بعث له أحد ضباطه مصحوبا بأحد الجنود وهما مسلحان، فاقتحما مقصورة الجامع التي كان يدرّس فيها حتى يشيع الخوف والذعر فيمن وجدهم حوله يستمعون إلى دروسه وقال بلهجته المتعجرفة، من هو الإمام عطية ؟ فقال له أحدهم هذا هو الشيخ الذي أمامك، وأشار إلى الشيخ سي عطية الذي كان يتوسط المجلس فقال له على الفور إن الجنرال محمد بلونيس يأمرك أن تلقي خطبة هذه الجمعة فتشيد به وبحاشيته وتشتم بالمقابل جبهة التحرير وإلا سنفعل الواجب وهو يلوح بسلاحه فقال له الشيخ: كم عمرك يا ولدي ؟ فقال له عمره ثمان وعشرون سنة، فقال له الشيخ ببداهته المعهودة : أنت عمرك 28 سنة ولا تعرف إن كنت على خطأ أو صواب ومع ذلك تضحي بنفسك : فكيف لا أضحي بنفسي وعمري يقارب الستين سنة وأعلم علم اليقين أنني على صواب، الدين مثل الكف والأحزاب مثل الأصابع، فالأصبع هي التي ينبغي لها أن تعود إلى اليد وليس العكس، قل للذي أرسلك سوف لن تسمع مني غير هذا، إفعل ما بدا لك، فخرج الضابط ورفيقه في حالة هيجان وثورة وغضب.[بحاجة لمصدر]
وذات يوم سأله أحد الأساتذة من إحدى البعثات الأزهرية من ( مصر) ، وكان ضمن مجموعة من زملائه : ما الحكمة يا شيخ في ذكر العدد 46 في قول الرسول ﷺ :( الرؤية الصالحة جزء من ستة وأربعين جزءا من النبوة ) فقال فضيلته :لم أطلع على الحكمة من ذكر هذا العدد بالذات في شروح الحديث التي قرأتها، ولكن الاستنتاج الذي اهتديت إليه أن الفترة التي مكثها الرسول ﷺ في غار حراء والتي استمرت 6 أشهر هي بمثابة الإرهاص ( أي الرؤية الصالحة)، الذي سبق النبوة تمثل واحد على 46 من مجموع فترة الدعوة النبوية، التي هي ثلاث وعشرون سنة، وهذا يوضح المعنى المراد من ذكر العدد في الحديث النبوي الشريف.
ومن بين إجاباته التي تتسم بالذكاء وسرعة البديهة أن أحدهم سأله: لماذا لم يقيض لنا الله خليفة مثل عمر بن الخطاب  تعالى في عدله وإخلاصه وتقواه، فقال الشيخ : نحن لسنا الصحابة، ولهذا فالذي يحكمنا ليس عمر بن الخطاب.
- وفي أحد الأيام جاءه أحد المهندسين الكهربائيين وقال له وهو في غاية الإستغراب كيف يمكن لملك الموت أن يقبض أرواحا متعددة في أماكن متفرقة متباعدة في لحظة واحدة؟ فأجابه الشيخ في الحال: عندما يريد العامل في مركز توزيع الكهرباء أن يطفئ النور على عدة مناطق من المدينة وفي لحظة واحدة هل يستطيع ذلك؟ فقال المهندس : باستطاعته أن يفعل ذلك، فقال الشيخ ، لم تستغرب فعل المخلوق، فكيف تستغرب من الخالق تعالت قدرته، أن يأمر بقبض الأرواح في شتى أنحاء العالم، فاقتنع الرجل بمثل هذا المثال الحي.
- وقال له أحد المسؤولين : لماذا نرسل إليك ولا تأتينا؟ فقال له الشيخ على الفور، لقد رأيت من هو أعظم مني ومنكم يرسل إليكم خمس مرات في اليوم ولا تأتونه، فلماذا تطلبون مني الإتيان إليكم؟ أتريدني أن أكون من شرار العلماء ؟ حيث قال الحسن البصري رضي الله عنه، شرار العلماء الواقفون عند باب الأمراء، وخيار الأمراء الواقفون بباب العلماء.
- وسئّل عن الربا هل هو حرام ؟ فقال لسائله بغضب وانفعال، تضعون الجمر في أيديكم وتسألونني إن كان يحرق أم لا ؟ إنكم تسخرون مني بطرح هذا السؤال.
- وسألته إحدى اللجان الرسمية التي أرسلها الرئيس بومدين في الستينيات، ما قولكم يا شيخ في تحديد النسل ؟ فقال : أنا ليس لي قول، إنه قول هذا الكتاب وكان يحمل نسخة من القرآن الكريم، لقد قال في صريح الآية ( يهب لمن يشاء إناثا، ويهب لمن يشاء ذكورا أو يزوجهم ذكرانا وإناثا ويجعل من يشاء عقيما ) هذه مشيئة الله وغير هذا هو تحد لهذه المشيئة، فاختاروا لأنفسكم ما يحلو...
- وبعد الاستقلال جاءه ثلاثة رهبان مسيحيين وطلبوا منه أن يتحاوروا في أمور الدين فلم يعارض وإنما قال لهم : آمنا بما أنزل إلينا وما أنزل إليكم، فقال أحدهم هل يعارض الله تعالى ما قاله بالأمس بما قاله اليوم ؟
فقال الشيخ : كلام الله صادق لا يتعارض ولا يتناقض وإنما قوله الحق المبين فقال أحد الرهبان : ولكن مادام قد بعث عيسى ، فلماذا يبعث بعده بغيره ؟ فرد الشيخ ببداهته المعهودة : من هو رئيس الدائرة الحالي ؟ فقالو له اسمه فقال لهم من هو رئيس الدائرة السابق فذكروا له اسمه فقال لهم : إذا أرسل لنا كل من الرئيس السابق والحالي فلأمر أيهما نستجيب ؟ فقالوا: لرئيس الدائرة الحالي، فقال هكذا تكونون قد أجبتم أنفسكم، ففهموا مقصده واستأذنوا بالانصراف. وفي حادثة أخرى، اعترض أحدهم في أن يكون الموتى يحسون بنا ولا نحس بهم، فقال له الشيخ لقد أعطاكم الله مثالا من الواقع ومن صنع الإنسان، فالتلفزيون نحن كلنا في بيوتنا نشاهد المذيع ولكنه لا يشاهد أحدا منا.
- و من الحوادث الجديرة بالذكر له مع أحد القساوسة في أثناء تجواله طلبا للعلم وعمره لا يتجاوز أربعا وعشرين سنة، فقد كان هذا القسيس المسيحي يضع بين يديه مجموعة من الأناجيل في إحدى الساحات العامة وحوله جمع من الناس، فكان يقول لهم إن عيسى ابن مريم حي، وانتم تقولون بأنه لازال موجودا، ومحمد قد مات والحي أفضل من الميت، فوجئ الجميع وتملكتهم الحيرة، فانبرى له الشيخ سي عطية وقال له : هل أمك حية ؟ فقال له أجل، فرد عليه بسرعة إذن أمك أفضل من السيدة مريم مادامت تقول بنظرية الحي أفضل من الميت. 

## بعض اتصالاته
كانت للشيخ صداقة خاصة واتصالات ومراسلات مستمرة مع شيوخ الزوايا والعلماء منهم من التحق بالرفيق الأعلى، ومنهم من ينعم بالصحة والعافية، وعلى سبيل المثال من هؤلاء السادة :
الشيخ بلكبير بأدرار ، الشيخ بيوض شيخ المذهب الإباضي ، والعلامة محمد بلباي ، والشيخ عبد القادر عثماني بزاوية طولقة، والشيخ عبد الرحمان الجيلالي ، والشيخ الطاهر بلعبيدي والشيخان خليل ومصطفى القاسمي شيخ زاوية الهامل ، و مبارك الميلي ، والشيخ صالح بن عتيق والشيخ بن أشيط والشيخ الرابحي والشيخ الزبير مفتي البليدة، والشيخ الداعية سي أحمد خطاب. ولقد حاوره الكثير من العلماء وشهدوا له باتساع معارفه وتنوعها ومنهم بعض علماء الباكستان ( العالم الجليل والفقيه الشيخ ميان محمد شفيق قاضي خيلي ) والأزهر بمصر والعراق ( الداعية والفقيه الدكتور ناجح عبد الهادي).

## مؤلفاته
ترك وراءه مكتبته الخاصة التي تحتوي على أكثر من ألف عنوان، وبعض المؤلفات التيلم تُطبع بعد ومنها باقة من الشعر، مجموعة أحاديث نبوية شريفة، فتاوى شرعية في الفقه المالكي، انجاز شجرة الأنساب لأولاد نائل والتي تطلبت منه البحث لأكثر من 9 سنوات. وقد صدر للشيخ كتاب بعنوان آداب وسلوك من تقديم نجله يحي بدعم من المجلس الشعبي الولائي بولاية الجلفة آنذاك، والذي تكفل بطباعته سنة 2000.
وعن ما جادت به قريحته في الشعر :نورد بعض الأبيات من قصيدتين وما هي إلا غيض من فيض.
من قصيدة تحمل عنوان : همو تركوني
من قصيدة رجال السند
.........

## وفاته
تُوفي الشيخ عطية يوم 27 سبتمبر، 1989، ودفن بمسقط رأسه وحضر جنازته حوالي عشرات الآلاف من المشيعين. وسيرته مصنفة ضمن موسوعة أعلام وأدباء الجزائر (منشورات دار الحضارة)، كما تناول الكاتب محمد بن اسماعيلي نبذة عن حياته في كتابه مشايخ خالدون وعلماء عاملون.